# フッ化水素カリウム
フッ化水素カリウム はカリウムイオンとビフルオリドイオンから成る無機化合物。
用途はエッチング液、木材防腐剤
、真鍮のろう付け用フラックスなど。
アンリ・モアッサンが1886年6月にフッ素を単離する際にフッ化水素酸と共に使用された。

## 合成と分解
フッ化水素酸と炭酸カリウムか水酸化カリウムを反応させることによって合成。
{\displaystyle {\ce {{2HF}+ KOH -> {KHF2}+ H2O}}}
400℃以上でフッ化カリウムとフッ化水素へ分解。
{\displaystyle {\ce {KHF2 -> [\Delta T] {KF}+ HF}}}